# Photo with blue sky, white cloud, windows and a red roof
Photo with blue sky, white cloud, wires, windows and a red roof, ook wel Photos with ..., is een studioalbum van Jan Garbarek. De titel van het album en de titels van de nummers voeren terugop een foto van Eberhard Grames waarop een blauwe lucht, een witte wolk, draden, ramen en een rood dak te zien zijn. Het album werd opgenomen in de Talent Studio in Oslo met geluidstechnicus Jan Erik Kongshaug achter de knoppen.

## Musici
- Jan Garbarek – tenorsaxofoon, sopraansaxofoon
- Bill Connors – gitaar
- John Taylor – piano
- Eberhard Weber – contrabas, basgitaar
- Jon Christensen - slagwerk

## Muziek
Alle muziek van Jan Garbarek.

| Nr. | Titel       | Duur |
| --- | ----------- | ---- |
| 1.  | Blue sky    | 6:41 |
| 2.  | White cloud | 9:03 |
| 3.  | Windows     | 6:42 |
| 4.  | Red roof    | 7:45 |
| 5.  | Wires       | 5:16 |
| 6.  | The picture | 8:03 |